# Еміліу Гарастазу Медічі
Емі́ліу Гараста́зу Ме́дічі (порт. Emílio Garrastazu Médici; 4 грудня 1905 — 9 жовтня 1985 року) — бразильський військовий і державний діяч, генерал, президент країни у 1969–1974 роках.

## Біографія
Медічі здобув військову освіту. Після закінчення військової академії займав різні пости у збройних силах. 1964 року брав участь у державному перевороті, в результаті якого було усунуто від влади Жуана Гуларта.
З 1969 до 1974 року Медічі займав пост президента Бразилії. Його уряд проводив репресії проти демократичного руху. За часів його президентства 1972 року було прийнято поправку до конституції, що запроваджувала смертну кару за антиурядову діяльність. Медічі намагався розширити соціальну базу режиму шляхом залучення робочого класу до державно-монополістичної структури («план соціальної інтеграції») та формування фермерського прошарку населення («Статут про землю»).
У галузі зовнішньої політики уряд Медічі займався не лише розвитком зв'язків з провідними капіталістичними країнами, передусім із США, але й дотримувався курсу на розширення торгових та економічних зв'язків з СРСР та іншими країнами соціалістичного блоку.

## Пам'ять
На честь Еміліу Медічі названо муніципалітет Презіденті-Медічі в штаті Мараньян та однойменний муніципалітет у штаті Рондонія.